# Kucharzówka
Kucharzówka (niem. Altenstein) – część wsi Świerklany, w województwie śląskim, w powiecie rybnickim, w gminie Świerklany.
Miejscowość jest położona w południowej części gminy Świerklany w pobliżu Autostrady A1.
Kucharzówka została założona w 1773 roku na terenach Wodzisławskiego Państwa Stanowego przez hrabinę Sophie Caroline von Dyhrn ówczesną właścicielkę Dominium Wodzisławskiego. Obecnie należy do sołectwa Świerklany Dolne w gminie Świerklany.
Kolonia Kucharzówka historycznie położona jest na Górnym Śląsku na ziemi wodzisławskiej. Należała do parafii w Połomi, a także do wodzisławskiego okręgu pocztowego i sądowego. Stanowiła odrębną gminę jednostkową. 31 grudnia 1930 została włączona do gminy jednostkowej Świerklany Dolne.